# Orquitis
Orquitis es la inflamación de uno o ambos testículos, causada con frecuencia por infección o traumatismo y una de las causas del escroto agudo y de azoospermia.

## Causas
La orquitis puede ser consecuencia de una infección provocada por diversos tipos de bacterias y virus; generalmente es consecuencia de una epididimitis.
Entre los virus que provocan la orquitis debemos destacar el de las paperas; la orquitis causada por paperas suele aparecer en jóvenes mayores de diez años y se desarrolla unos cuatro o seis días después de haberlas padecido; en este caso los afectados pueden sufrir además atrofia testicular. Las enfermedades de transmisión sexual como la gonorrea o la clamidia pueden ser causa de orquitis; además también puede desarrollarse en varones con brucelosis.
El pronóstico de esta enfermedad dependerá en gran medida de su causa, de forma que, mientras los pacientes con orquitis causada por bacterias pueden recuperar la funcionalidad normal de sus testículos con el adecuado tratamiento, los hombres que padecen orquitis parótida tienen peor pronóstico, ya que esta no se puede tratar, por lo que muchos de los pacientes quedan estériles. Se puede conducir hasta la atrofia testicular.

## Signos y síntomas
- Inflamación escrotal.
- Testículo sensible, inflamado y con sensación de pesadez.
- Ingle edematizada y sensible en el lado afectado.
- Fiebre.
- Flujo uretral peneano a veces.
- Dolor al orinar (disuria).
- Dolor en la relación sexual o en la eyaculación.
- Dolor inguinal.
- Dolor testicular que puede empeorar por las evacuaciones intestinales o la tensión intestinal.
- Sangre en el fluido seminal.
- En ocasiones pus microscópico en el fluido uretral o en el sedimento urinario.
- Inflamación o irritación de los testículo.
- El testículo contrario se vuelve pequeño.

Se ha encontrado la enfermedad en gallos.

## Pruebas y Exámenes

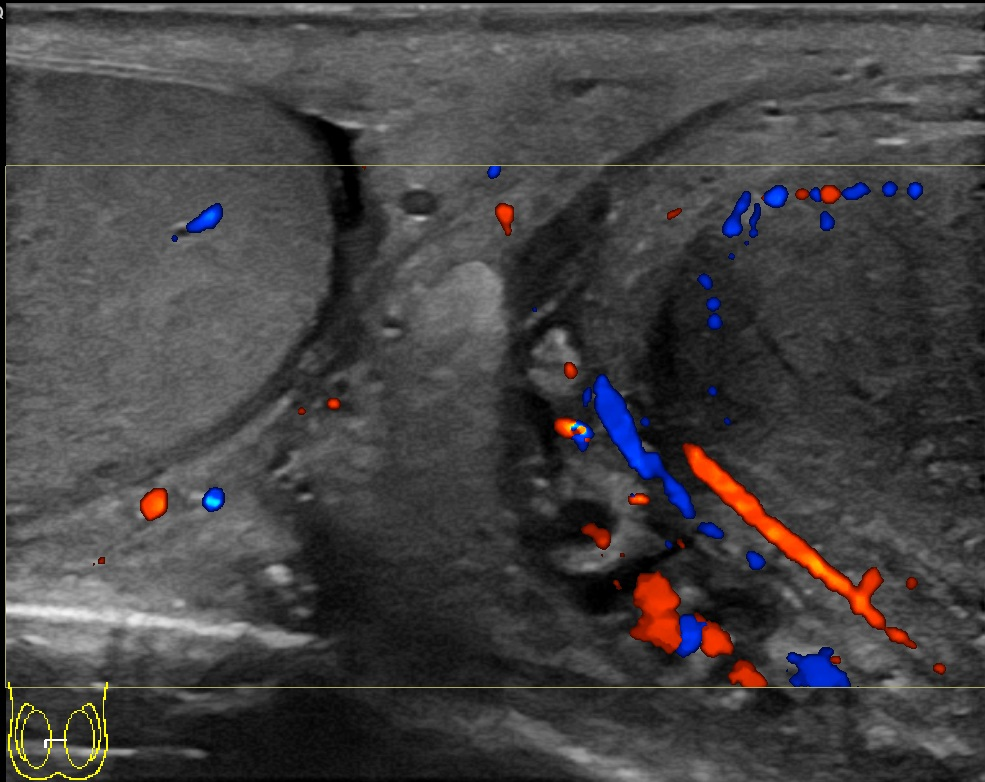
Ecografía Doppler de escroto, en plano axial, que muestra orquitis (como parte de orquiepidemititis) como tejido testicular izquierdo hipoecogénico y ligeramente heterogénico (derecha en la imagen), con aumento del flujo sanguíneo. También hay hinchazón del tejido peritesticular.

La realización de un examen físico puede mostrar:
- Agrandamiento o sensibilidad en la próstata
- Sensibilidad e inflamación de los ganglios linfáticos en la zona de la ingle (inguinal) del lado afectado
- Agrandamiento y sensibilidad del testículo en el lado afectado
- Enrojecimiento o sensibilidad del escroto

Además, estos exámenes pueden incluir:
- Conteo sanguíneo completo (CSC)
- Ultrasonido testicular
- Exámenes para detectar clamidia y gonorrea (frotis uretral)
- Análisis de orina
- Urocultivo (de una muestra limpia) —se pueden necesitar varias muestras incluso orina del chorro inicial, orina de la mitad del chorro y orina después de un masaje de próstata—

## Tratamiento
- Algunos de los tratamientos que se pueden incluir son:
- Antibióticos, si la infección es causada por bacterias.
- En caso de ser leve el dolor, basta con tener una relación sexual para eliminar el excedente de líquido seminal que pueda estar obstruyendo el canal seminal.

## Pronóstico
El pronóstico de la enfermedad se basa en la obtención del diagnóstico y el tratamiento adecuados para la orquitis causada por bacterias, porque esto normalmente puede permitir que el testículo se recupere de forma normal. Y será necesaria la realización de pruebas adicionales para poder descartar el cáncer testicular si el testículo no regresa a la normalidad tras el tratamiento. 

## Prevención
- Vacunarse contra las paperas.
- Tener relaciones sexuales más seguras para disminuir el riesgo de sufrir infecciones de transmisión  sexual.

## Más lectura
- Lefort C; Thoumas D; Badachi Y; etal (julio de 2001). «Orchites ischémiques: À propos de 5 cas diagnostiqués en écho-Doppler couleur» [Ischemic orchiditis: review of 5 cases diagnosed by color Doppler ultrasonography]. Journal De Radiologie (en francés) 82 (7): 839-42. PMID 11507447.
- Chung JJ, Kim MJ, Lee T, Yoo HS, Lee JT (septiembre de 1997). «Sonographic findings in tuberculous epididymitis and epididymo-orchitis». Journal of Clinical Ultrasound 25 (7): 390-4. PMID 9282805. doi:10.1002/(SICI)1097-0096(199709)25:7<390::AID-JCU7>3.0.CO;2-5.
- Fong Y, Wantz GE (mayo de 1992). «Prevention of ischemic orchitis during inguinal hernioplasty». Surgery, Gynecology & Obstetrics 174 (5): 399-402. PMID 1570618.
- Beard CM, Benson RC, Kelalis PP, Elveback LR, Kurland LT (enero de 1977). «The incidence and outcome of mumps orchitis in Rochester, Minnesota, 1935 to 1974». Mayo Clinic Proceedings 52 (1): 3-7. PMID 609284.
- Bigazzi PE, Kosuda LL, Hsu KC, Andres GA (febrero de 1976). «Immune complex orchitis in vasectomized rabbits». The Journal of Experimental Medicine 143 (2): 382-404. PMC 2190126. PMID 129498. doi:10.1084/jem.143.2.382.
- Lynch VP, Eakins D, Morrison E (agosto de 1968). «Granulomatous orchitis». British Journal of Urology 40 (4): 451-8. PMID 5678169. doi:10.1111/j.1464-410X.1968.tb11832.x.
- Dreyfuss W (abril de 1954). «Acute granulomatous orchiditis». The Journal of Urology 71 (4): 483-7. PMID 13152871.
- Lambert B (1951). «The frequency of mumps and of mumps orchitis and the consequences for sexuality and fertility». Acta Genetica Et Statistica Medica 2 (Suppl. 1): 1-166. PMID 15444009.
- Grünberg H (1926). «Three unusual cases of chronic orchitis clinically resembling tumors of the testis». Frankfurt Z Pathol 33: 217-27.

- Datos: Q540850
- Multimedia: Orchitis / Q540850